# Krutîi Iar, Bilozerka
Krutîi Iar (în ucraineană Крутий Яр) este un sat în comuna Ciornobaiivka din raionul Bilozerka, regiunea Herson, Ucraina.

## Demografie
Componența lingvistică a localității Krutîi Iar
     Ucraineană (94,03%)
     Rusă (5,47%)
     Alte limbi (0,5%)
Conform recensământului din 2001, majoritatea populației localității Krutîi Iar era vorbitoare de ucraineană (94,03%), existând în minoritate și vorbitori de rusă (5,47%).